# Florian Rost
Florian Rost ist ein deutscher Meteorologe und Wettermoderator.

## Leben
Rost wuchs im Thüringer Wald auf, besuchte das Gymnasium Gleichense und absolvierte bis 2010 ein Studium der Meteorologie an der Universität Leipzig. Als studentischer Mitarbeiter war er für das Leibniz-Institut für Troposphärenforschung tätig und forschte zu mikrophysikalischen Prozesse in Wolken. Nach dem Abschluss seines Studiums begann er beim Mitteldeutschen Rundfunk in Leipzig, wo er als Vorhersagemeteorologe und Wettermoderator für den Hörfunk im MDR-Wetterstudio tätig war. Als Autor wirkte er an der Produktion des Podcasts Klimareport der Redaktion von MDR Aktuell mit.
Im August 2022 wechselte er als Nachfolger von Thomas Globig zum MDR Fernsehen, wo er im Wechsel mit Michaela Koschak und Jörg Heidermann die Moderation des Wetters übernimmt, unter anderem für die Ausgaben von MDR aktuell und Wetter für 3.